# George Ștefănescu

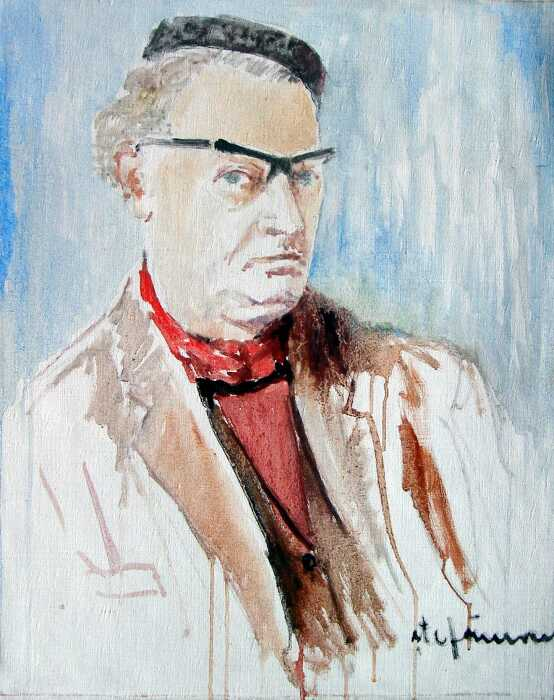
Selbstbildnis – Privatsammlung, Bukarest, Rumänien

George Ștefănescu-Râmnic (* 20. April 1914 in Plăinești, heute Dumbrăveni, Kreis Vrancea; † 29. Oktober 2007) war ein rumänischer Maler und Bühnenbildner. Seit 1989 lebte er in Lüdinghausen. Von 1945 bis 2004 fanden zahlreichen Ausstellungen im In- und Ausland statt.

## Leben
George Ștefănescu wurde in der Gemeinde Plainești, Rumänien, geboren. Der Ort liegt zwischen den Städten Focșani und Râmnicu Sărat. Sein Vater Gheorghe stammte aus einer makedonischen Familie aus Bitolien (Makedonien). Seine Mutter, Sanda, geborene Catanaru, kam aus der Gemeinde Crucea de Jos, Kreis Vrancea.
Von 1926 bis 1933 besuchte er das Gymnasium in der Stadt Râmnicu Sărat. Sein Kunstlehrer empfahl ihn dem Kirchenmaler Constantinescu, dessen Lehrling er – neben der Schule – wurde.
Nach dem Abitur 1933 ging er nach Bukarest. Für die Aufnahmeprüfung in der Akademie für Bildende Künste nahm er bei dem Maler Theodorescu-Sion, einer anerkannten Kunst-Persönlichkeit, Unterricht. Während seiner Zeit im Atelier lernte er den Maler Geo Zlotescu kennen. 1933 bis 1936 studierte Ștefănescu an der Akademie für Bildende Künste in Bukarest (heute: Nationale Universität der Künste Bukarest) in der Klasse des Malers Nicolae Darascu.

### Die frühen Jahre

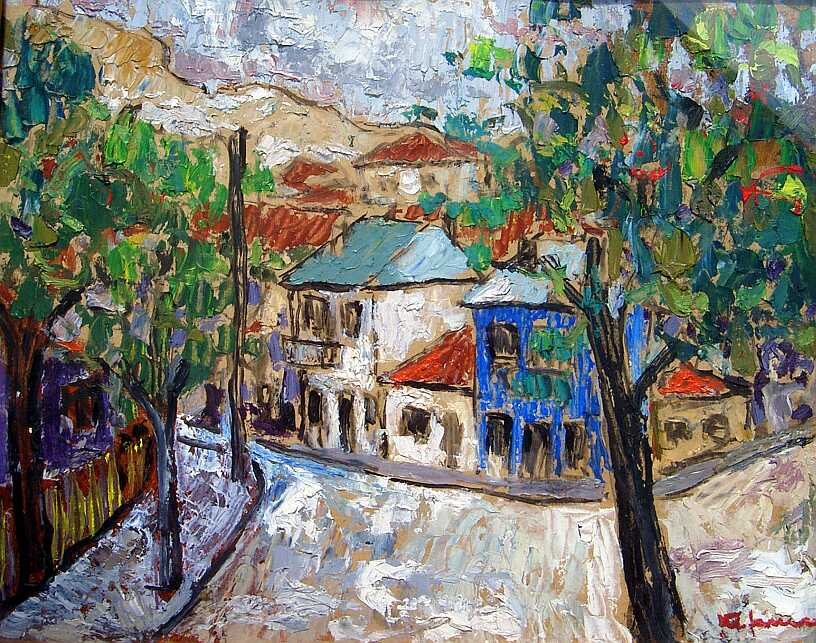
Landschaft Balcic – Privatsammlung, Bukarest, Rumänien

Im Jahr 1936 hatte George Stefanescu seine erste Einzelausstellung in einer Kunstgalerie in Bukarest, unmittelbar danach trat er eine Studienreise nach Vrancea und Balcic an. 1937 verbrachte er in einer Artillerie-Offizier Schule, es folgte eine Ausstellung in Craiova mit dem Schriftsteller Ion Ionescu, der seinen Roman “Menschen mit Bukie” vorstellte. Im Anschluss daran erhielt George Stefanescu einen Auftrag für Modedesign in Bukarest. Seine berufliche Laufbahn führte ihn zur Baugesellschaft SONACO, wo er als Angestellter tätig war. Er wurde Mitglied des Syndikats der bildenden Künste Rumäniens und studierte das private Kunstseminar „ZAPAN“, welche als Professoren Maler wie Lucian Grigorescu, Platon Cazanovici und Mihail Gheorghiță innehatte.
Zusammen mit dem Freskenmaler Alexandru Mazilescu (der in den USA gelebt hat) führte er im Jahr 1938 Wandmalereiaufträge aus. Er bekam des Weiteren die Gelegenheit, in der Bukowina die berühmten Wandmalereien der Kloster zu besichtigen. Seinen Militärdienst leistete George Stefanescu in den Jahren 1940 bis 1944 unter anderem in der Krim ab, wo er bei seiner Rückkehr schwer verletzt wurde.
George Stefanescu besuchte 1945 Regie- und Bühnenbildnerseminare bei ARLUS unter der Leitung von Professor Ion Sava. In den beiden darauf folgenden Jahren arbeitete er als Angestellter bei der Filmproduktionsgesellschaft „Filmul Popular – Volksfilm“, wo er später Chef des Filmlabors und Direktor des Kinolabors Mogosoaia werden sollte. Gleichzeitig arbeitete er in seinem eigenen Werbeatelier für die Filmindustrie. 1951 wurde George Stefanescu Angestellter beim Ministerium für Elektroenergie, wo er als Direktor der Elektroladenkette des Landes tätig war. Fünf Jahre später arbeitete er in seinem eigenen Designatelier und Werkstatt für Lampen und Accessoires in Bukarest. Als sich seine Gesundheit im Jahr 1957 stabilisierte, traf er auf seinen ehemaligen Professor und späteren Freund Nicolae Darascu, der ihn erneut zum Malen inspirierte. Im Sommer malte er wieder Landschaften in der Nähe von Bukarest (Cernica, Pasărea, Băneasa, Mogoşoaia).

### Municipal-Theater Bukarest

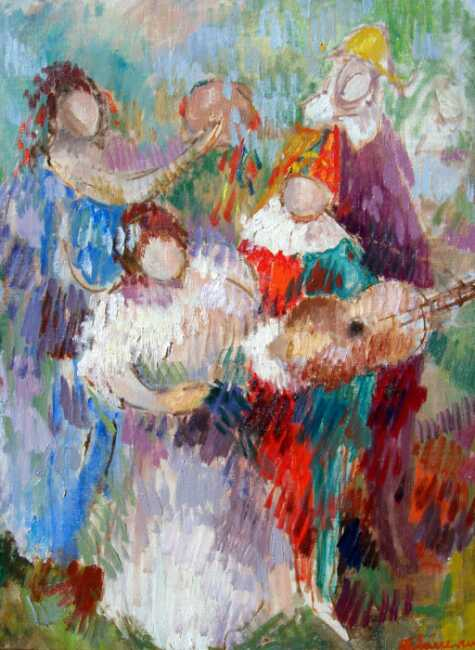
Musiker – Privatsammlung, Deutschland

1958 war er Produktionsdirektor beim Municipal-Theater „Lucia Sturdza Bulandra“ in Bukarest. Wurde Mitglied der Union der bildenden Künstler Rumäniens. 1959 gab die Direktorin des Theaters, die renommierte Schauspielerin und Grande Dame du Theatre Lucia Sturdza Bulandra, die ihn als Schüler des Regie- und Bühnenbildnerprofessors Ion Sava kannte, ihm den Bühnenbildnerauftrag für das Theaterstück „Când vei fi intrebat – Wenn du gefragt wirst“ des Dramaturgen Dorel Dorian. Er entwarf das Dekor sowie die Kostüme dafür. Er unternahm eine Studienreise nach Timișoara und Umgebung, wo er hauptsächlich Landschaften und Bauernportraits malte.
1960 Portraitauftrag des wohl bekanntesten Schauspielers Tony Bulandra, für das Museum des National Theaters in Bukarest. Bühnenbildner und Kostüme für das Theaterstück „Mamouret“ von Jean Sermet. Theatertournee nach Budapest / Ungarn. Er blieb noch einen Monat in Budapest für die Abwicklung. Bei der Gelegenheit malte er Ölbilder, Aquarelle, zeichnete und schloss Freundschaften mit ungarischen Malern. Diese Werke wurden nach seiner Rückkehr im Theaterfoyer in Bukarest ausgestellt.

### Ștefănescus Atelier
1961 Bühnenbildner und Kostüme für das Theaterstück „Întoarcerea – Die Rückkehr“ von Mihail Beniuc. Die Union der bildenden Künstler Rumäniens stellte ihm ein eigenes Atelier im Museum Gheorghe Tattarescu zur Verfügung. Einzelausstellung im Municipal-Theater „Lucia Sturdza Bulandra“ in Bukarest. 1962 Bühnenbildner und Kostüme für das Theaterstück „Camera fierbinte – Das heiße Zimmer“ von A.I. Ștefănescu. Einzelausstellung im Theater mit Bühnenbildner, Kostüme, sowie Ölmalerei, Aquarellen und Graphik.

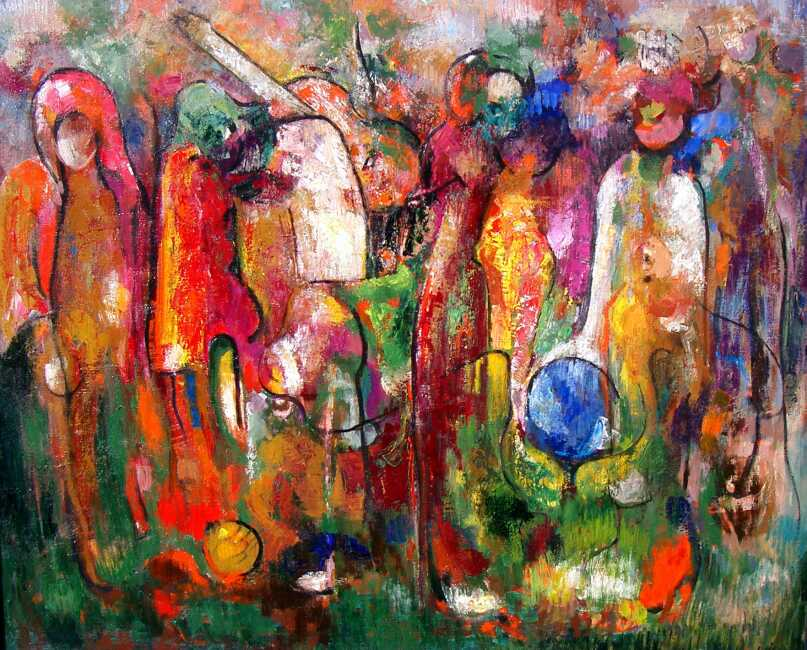
Komposition – Privatsammlung, Deutschland

Wurde von Misu Weinberg, dem einflussreichsten Kunstsammler in seinem Atelier besucht. Es entstand eine austauschreiche Sammler – Künstlerbeziehung, die über Jahre bis Misu Weinbergs Tod dauerte. Ștefănescus Werke wurden in Misu Weinbergs Kunstsammlung, neben rumänische Meistern wie Theodor Pallady, Gheorghe Petrașcu, Iser u. a. aufgestellt. Die rumänischen Kunstsammler entdeckten ihn in der Begleitung Misu Weinbergs und nachher alleine in seinem Atelier.
1963 Bühnenbildner, Kostüme und Theaterpuppen für das Theaterstück „Război și pace – Krieg und Frieden“ nach Lew Tolstoi von Alfred Neumann, Erwin Piscator, Guntram Prüfer. Zum ersten Mal in Rumänien kombinierte Ștefănescu traditionelle Bühnenbildner mit Diaprojektionen auf der Bühne. Bühnenbildner für das Theaterstück „Portretul – Das Portrait“ von Al. Voitin. Studienaufenthalt an der Schwarze-Meer-Küste bei Tuzla. 1964 Bühnenbildner Salon in Bukarest. Bühnenbildner für das Theaterstück „Fii cuminte Cristofor – Sei artig Christofor“ von Aurel Baranga.
1965 Salon der bildenden Künste der Stadt Bukarest. Einzelausstellung im Museum Gheorghe Tattarescu. Ausstellungskatalog mit einem Vorwort von Nestor Ignat, sowie einen Text von Misu Weinberg. Studienaufenthalt in Schäßburg. 1966 Studienreise nach Bulgarien, an die Schwarzmeer-Küste, wo er Aquarelle malt. Studienaufenthalt im Donaudelta und an der rumänischen Schwarzmeer-Küste.

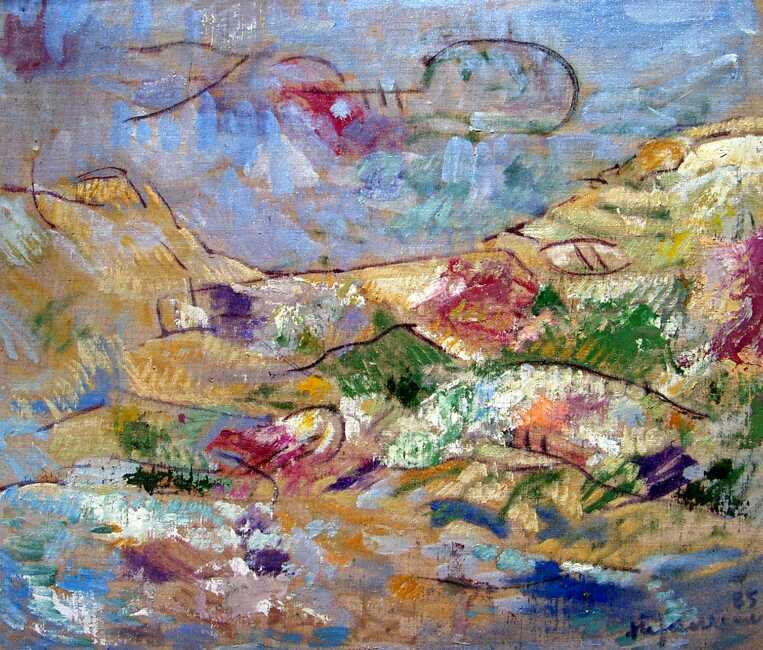
Landschaft am Meer – Privatsammlung, Bukarest, Rumänien

1967 Bühnenbildner und Kostüme für das Theaterstück „Poetul și revoluția – Der Poet und die Revolution“ von Wladimir Majakowski, Drehbuch von Valeriu Moisescu und Dinu Negreanu. Bühnenbildner für das Theaterstück „Luceafărul – Der Abendstern“ von Barbu Ștefănescu Delavrancea. Die gleiche Vorstellung führte er als Open Air Licht- und Sound Show auf dem Gelände des Mogoșoaia-Palastes vor. Im Mai Teilnahme am Frühlings-Salon der Stadt Bukarest im Park Herăstrău. Studienaufenthalt im Donaudelta und in Sibiu.
1968 Im Mai Einzelausstellung mit Ölmalereien und Aquarellen im Ausstellungsraum des Museums Gheorghe Tattarescu. Ausstellungskatalogtexte von Florin Colonas. In seinen Frauenkompositionen tauchten die eierförmigen Elemente auf, die ein Kennzeichnen seiner Malerei wurden. Der rumänische Kunstkritiker Petru Comarnescu wurde auf seine Malerei aufmerksam. Bühnenbildner und Kostüme für das Theaterstück „Sfârșitul pământului – Das Ende der Erde“ von Victor Eftimiu.
1969 Salon der bildenden Künste der Stadt Bukarest. Kostüme für das Theaterstück „Strigoii – Gespenster“ von Ibsen. Dezember 1969 – Februar 1970 – Teilnahme an der Ausstellung „Art roumain contemporain“ in der Galerie Baccache in Beirut. Studienaufenthalt in Brașov.

### Die 1970er Jahre
1970 Einzelausstellung Galerie Simeza Bukarest. Kostüme für das Theaterstück „Puricele in ureche – Der Floh im Ohr“ von Georges Faydeau / Bühnenbilder von Liviu Ciulei. Bühnenbildner für das Theaterstück „Contrapuncte – Kontrapunkte“ von Paul Everac. Kostüme für den Film „Pădurea spânzuraților – Der Wald der Erhängten“ unter der Regie von Liviu Ciulei. Wanderausstellung „Rumänische Kunst“ in Lüdenscheid Deutschland, Orly Frankreich, Wien Österreich und Watts-Art Galerie in New York USA. Studienaufenthalt in Sibiu und Sighișoara. 1971 Salon für Bildende Kunst im Rumänischen Atheneum / Bukarest.

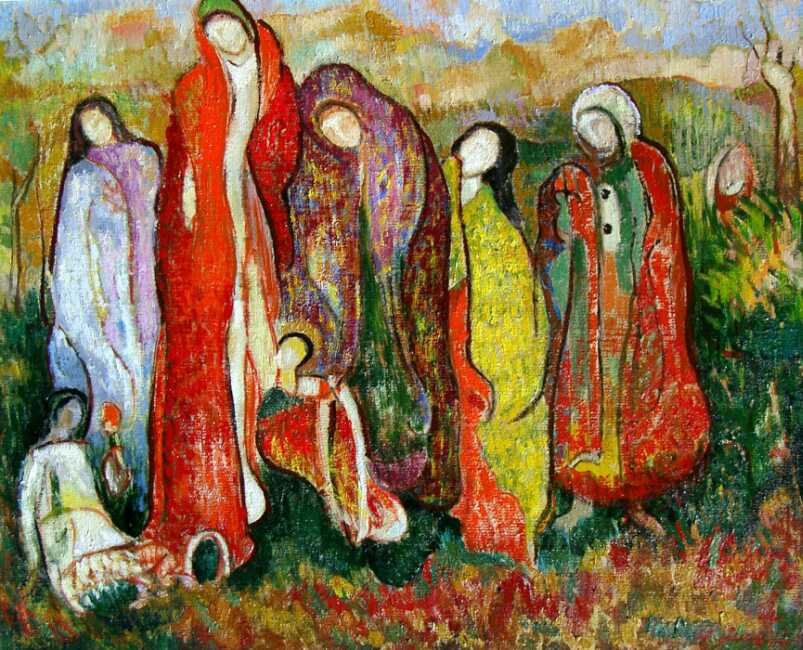
Hoffnungsdämmerung – Privatsammlung, Bukarest, Rumänien

1972 Salon für Bildende Kunst in der Galerie Dalles / Bukarest. Bühnenbildner für das Theaterstück „Patru oameni fără nume – Vier Menschen ohne Namen“ von Radu Badila. Kostüme für das Theaterstück „Povestiri din pădurea vieneză – Geschichten aus dem Wiener Wald“ von Ödön von Horváth unter der Regie von Al. Toscani.
1973 Einzelausstellung Galerie Simeza / Bukarest. Vorwort des Ausstellungskataloges: Traian Stoica. Überreichung des Ordens „Meritul cultural – Das Kulturelle Verdienst“.
1974 Bühnenbildner für das Theaterstück „Între noi nu a fost decât tăcerea – Zwischen uns gab es nur die Stille“ von Lia Crișan. Beendete seine Theateraktivität, und widmete sich ganz seiner Malerei. Teilnahme am Salon für Bildende Kunst der Stadt Bukarest in der Galerie Dalles.
1975 Teilnahme an der Ausstellung „12 Rumänische Maler“ in Hamburg. Sein Atelier wurde Künstlerzentrum und Treffpunkt für Kritiker und Kunstsammler. Studienreise in der Tschechoslowakei. Studienaufenthalt in Mediaș und Bazna.
1976 Einzelausstellung Galerie Caminul Artei Bukarest. Kritikertexte von Dan Grigorescu und Virgil Mocanu. Studienaufenthalt in Breaza, einem von Malern bevorzugten Kurort.
1977 Rumänien wurde mit dem größten Erdbeben seit 1940 konfrontiert. Obwohl sein Atelier verschont blieb, war 1977 kein Jahr mit kulturellen Ereignissen. 1978 Studienaufenthalt in Bazna, Buziaș und Covasna.

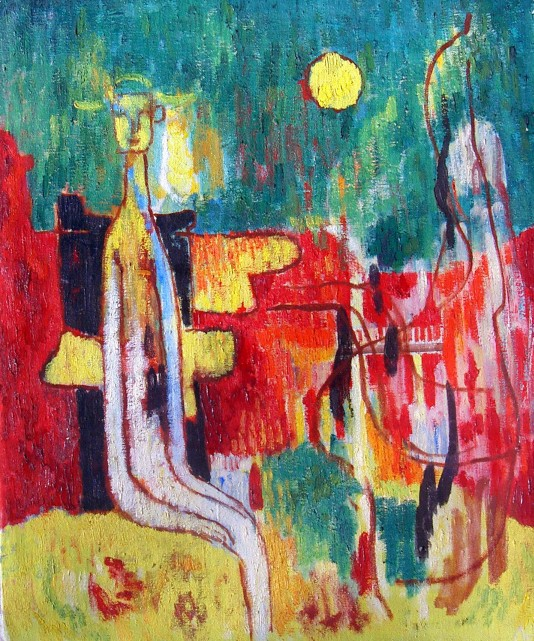
George Ștefănescu: Einsamkeit – Privatsammlung, Bukarest, Rumänien

1979 Salon für bildende Kunst der Stadt Bukarest. Einzelausstellung in der Kunstgalerie der Stadt Bukarest „Galeriile de Arta ale Municipiului București“. Ausstellungskatalog mit Vorwort vom Universitäts-Kunstprofessor Dan Grigorescu, der auch die Eröffnungsrede hält. Teilnahme an der Ausstellung „Contemporary East European Paintings“ in Tokio.

### Die 1980er Jahre
1980 Salon für Bildende Kunst der Stadt Bukarest in der Galerie Dalles. Studienaufenthalt in Covasna. 1981–1982 Studienaufenthalt in Covasna, Azuga und im Kreis Bistrița-Năsăud. 1983 Einzelausstellung in der Kunstgalerie der Stadt Bukarest „Galeriile de Arta ale Municipiului București“. Ausstellungskatalogtexte: Museograf Gheorghe Cosma und der Dichter und Journalist Radu Carneci.
1984 Einzelausstellungen in Willebroek – Belgien und Werdohl – Deutschland. 1985 Einzelausstellung beim Hagenring – Galerie in Hagen – Deutschland . 1987 Der Kunstverlag „Meridiane“ veröffentlichte eine Kunstmonographie in der Reihe „Rumänischer Maler“. Die Texte wurden von der Kunstkritikerin Adriana Bobu (heute Paris) geschrieben.
In der Fachpresse in der Artikelserie „Comori de Arta ale Capitalei – Kunstschätze der Hauptstadt“ erschien ein Bericht über sein Bild „Die Tänzer“ von der Kunstexpertin Constantza Iliescu. In einem Magazin über Rumänien in chinesischer Sprache wurden mehrere Seiten seiner Malerei gewidmet. 1988 Im Fachmagazin „ARTA“ widmete ihm der Kunstkritiker Theodor Redlow mehrere Seiten mit Farbabbildungen seiner Werke.

### Deutschland

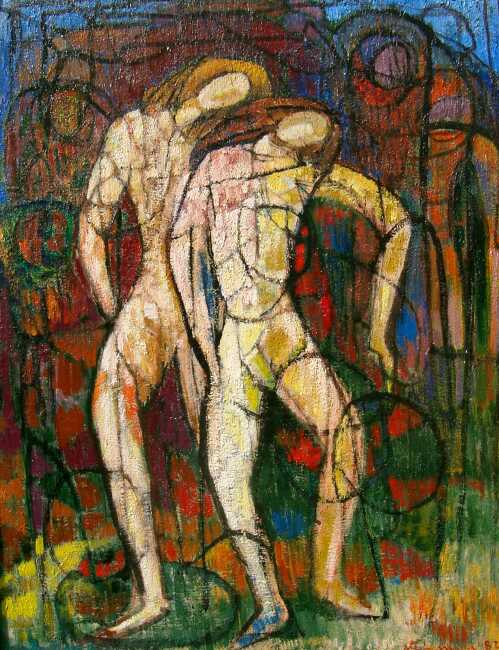
George Ștefănescu: Tänzer – Privatsammlung, Deutschland

1989 Übersiedlung nach Deutschland. Ausstellungen in Harsewinkel und Ennepetal. Eröffnung: Kunstkritiker Hermann Hirschberg.
1990 Ausstellung in Bremen in der Galerie Helmar H.Veltzke. Einführung Journalist und Kunstkritiker Hans Peter Labonte. In Rumänien erschien das Buch „Mărturisiri și reflecții ale unui colecționar de artă“ von der Schriftstellerin und Kunstliebhaberin Dorina Munteanu, indem über alle klassischen modernen rumänischen Meister berichtet wurde. Ausstellung in der Kunstgalerie Galeria in Bremen. Die Ausstellung „George Ștefănescu – Neue Wege – Neue Bilder“ im Queens Hotel in Bremen. Texte von Hans Peter Labonte. Dez. – Die Ausstellung „Vater und Sohn im Spiegel der Kunst“ in Lüdinghausen. Eröffnung: Kulturreferentin des Kreises Coesfeld Jenny Sarrazin.
1991 Teilnahme an der Ausstellung „9 Künstler aus Lüdinghausen“ in der Burg Vischering in Lüdinghausen. Vorwort zum Ausstellungskatalog: Falco Herleman. 1992 Dülmen: Ausstellung „Neue Wege – Neue Bilder“. Bocholt und Ahaus Ausstellungen mit dem Hamalandkreis. 1994/1995 Einzelausstellung: Privatsammlung Skillykorn / Singapur. Aufnahme eines seiner Bilder in rumänischen Schulbüchern neben Bildern anderer rumänischer Kunstklassiker.
1996–1997 Einzelausstellungen: Galerie Noran / Lüdinghausen / Münster und Galerie Wöhrle / Hamm. 1998 Einzelausstellungen: Haus Hünenburg / Bremen, Galerie Käthner Böke / Leer und Galerie Noran / Lüdinghausen. 1999 Einzelausstellung Sparkasse Lüdinghausen.
2003 Einzelausstellung: „Der Grosse Vogel“ in der Galerie Klostermühle Heiligeberg und Volksbank Achim. 2004 Das Lüdinghauser Kulturforum KAKTus ehrt mit dem Sonderausstellung „Licht und Farbe“ den in der Steverstadt lebenden Künstler George Ștefănescu anlässlich dessen 90. Geburtstag.

## Werke (Auswahl)
- 1936: Natura moartă cu muscata , Deutschland, Privatbesitz
- 1936: Peisaj la Balcic, Rumänien, Privatbesitz
- 1951: Natura moartă, Stillleben, Rumänien, Privatbesitz
- 1967: Autoportret, Selbstbildnis, Rumänien, Privatbesitz
- 1967: Sighișoara – Schäßburg, Rumänien, Privatbesitz
- 1968: La scăldat, Rumänien, Privatbesitz
- 1975: Kreuzigung, Rumänien, Privatbesitz
- 1980: Harlekin, Rumänien, Privatbesitz
- 1982: Alegorie, Deutschland, Privatbesitz
- 1993: Gedankensturm, Deutschland, Privatbesitz
- 1999: Das Gespräch, Deutschland, Privatbesitz
- 2002: Frau in blau, Deutschland, Privatbesitz

Arbeiten im Besitz öffentlicher und privater Sammlungen unter anderem in Australien, Belgien, Brasilien, Deutschland, Frankreich, Griechenland, Ungarn, Italien, Israel, Japan, Kanada, Kuba, Libanon, Mexiko, Österreich, Rumänien, Singapur, Spanien, Schweden, Schweiz und in den USA.

## Rezeption
„George Ștefănescu versteht es meisterlich, sein inneres geistig-seelisches Erleben, seine Gefühlsbewegungen und Gemütsregungen beim Anblick eines bestimmten Motives durch eine adäquate farbliche Gestaltung des Bildes zum Ausdruck zu bringen.
Er ist ein begnadeter Kolorist, und es ist das wundersame melodische und harmonische Spiel der  Farben, das uns zwingt, vor seinen Bildern zu verharren und uns in sie zu versenken.
Je aufmerksamer wir diese Bilder betrachten, je tiefer wir uns in sie hineinversenken, desto stärker werden wir von ihrer lyrischen Stimmung ergriffen, und es ist uns klar, was Leonardo da Vinci mit seinem Wort gemeint hat "Die Malerei ist sichtbar gemachte Poesie!“